# Portrait de Sieyès
Le Portrait de Sieyès est un tableau peint par Jacques-Louis David en 1817. Dans ce portrait l'artiste représente l'ancien révolutionnaire Emmanuel-Joseph Sieyès, en exil comme lui à Bruxelles.

## Description
La composition est verticale, la figure de Sieyès se détache d'un fond brun uni brossé par touches vibrantes. Il est assis de trois-quarts. Il nettoie une tabatière avec un mouchoir à carreau. Il est vêtu d'une veste de velours bleu foncé, presque noire, d'où ressort un gilet blanc et le nœud d'un foulard également blanc. On aperçoit quelques éléments du fauteuil sur lequel il est assis, une partie du dossier et des accoudoirs. Le visage impassible parait étrangement jeune, alors que le modèle représenté a 69 ans à l'époque de la réalisation du portrait. La toile figure Sieyès au centre du tableau, la tête s'inscrivant dans  le tiers supérieur. En haut David a inscrit à gauche « EMM. JOS SIEYES » et à droite « ÆTATIS SUÆ 69 », le tableau est signé et daté « L. David Bruxelles 1817 » en bas à gauche.

## Provenance
Peint à Bruxelles en 1817, collection de Sieyès et sa famille jusqu'en 1856 où il passe en possession de madame Combes. Le tableau est acquis par le vicomte Henri de Bérenger en 1913. Acheté par Grenville Lindall Winthrop par l'intermédiaire de Martin Birnbaum en 1936 pour 300 000 fr. Légué par Winthrop au Fogg Art Museum en 1943.